# Mount Harmer
Mount Harmer är en bergstopp i Sydgeorgien och Sydsandwichöarna (Storbritannien). Den ligger i den sydöstra delen av Sydgeorgien och Sydsandwichöarna. Toppen på Mount Harmer är 1 115 meter över havet. Mount Harmer ligger på ön Southern Thule.
Terrängen runt Mount Harmer är varierad. Mount Harmer är den högsta punkten i trakten. Det finns inga samhällen i närheten. 